# Gordon Porteus
Gordon Porteus (16 novembre 1935) è un ex slittinista britannico.

## Partecipazioni olimpiche
| Competizione | Pos. | Data            | Città     |
| ------------ | ---- | --------------- | --------- |
| Singolo      | DQ   | 4 febbraio 1964 | Innsbruck |